# Hammonia Fahrradfabrik A. H. Ueltzen

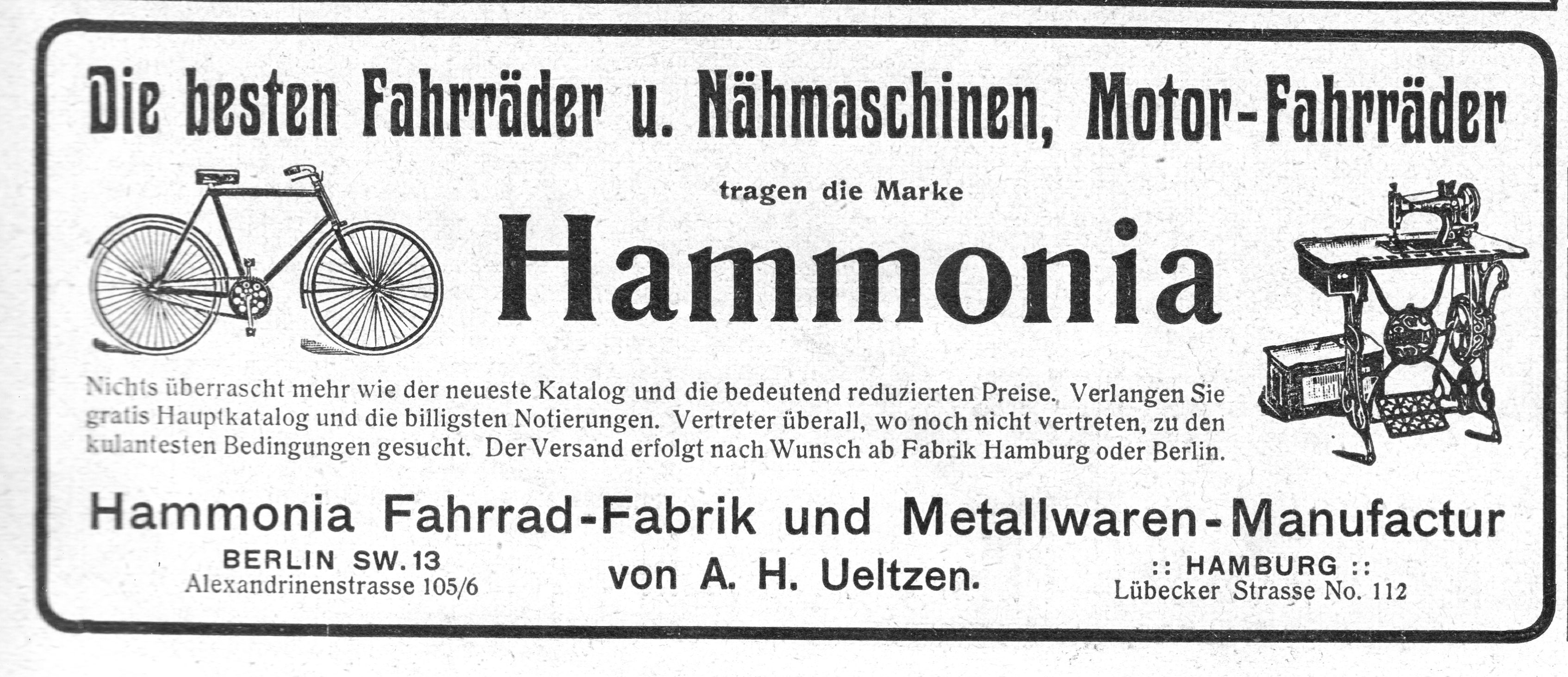
Anzeige aus dem Jahr 1904

Hammonia Fahrradfabrik A. H. Ueltzen war ein deutscher Hersteller von Fahrrädern, Automobilen und Nähmaschinen mit Sitz in Hamburg.

## Unternehmensgeschichte
Das Unternehmen wurde 1894 zur Produktion von Fahrrädern gegründet. Zwischen 1900 und 1902 entstanden auch Automobile. Der Markenname lautete Hammonia. 1904 bot das Unternehmen noch Fahrräder an.

## Motorfahrzeuge
Das einzige motorisierte Modell war ein Dreirad. Der luftgekühlte Einzylindermotor kam vermutlich von De Dion-Bouton und war im Heck montiert.